# Marica Perišić
Marica Perišić (serbisch-kyrillisch Марица Перишић; * 25. Januar 2000 in Novi Sad, BR Jugoslawien) ist eine serbische Judoka. Sie gewann 2023 im Leichtgewicht Silber bei den Europameisterschaften.

## Sportliche Karriere
Marica Perišić kämpft seit 2016 im Leichtgewicht, der Gewichtsklasse bis 57 Kilogramm. 2018 wurde sie Dritte der Junioreneuropameisterschaften und Fünfte der Juniorenweltmeisterschaften. Bei den Mittelmeerspielen 2018 in Tarragona schied sie vorzeitig aus. 2019 gewann sie ihren ersten serbischen Meistertitel. Die Europameisterschaften 2019 wurden im Rahmen der Europaspiele 2019 in Minsk ausgetragen. Perišić schied in ihrem Auftaktkampf gegen die Belgierin Mona Libeer aus.
Nachdem wegen der COVID-19-Pandemie ab März 2020 der Turnierbetrieb ruhte, fanden im November 2020 drei Meisterschaften kurz hintereinander statt. Marica Perišić siegte bei den Junioreneuropameisterschaften und wurde Dritte bei den U23-Europameisterschaften. Bei den  Europameisterschaften in Prag bezwang sie im Viertelfinale die Französin Sarah Léonie Cysique. Im Halbfinale verlor Perišić gegen die Portugiesin Telma Monteiro und im Kampf um Bronze gegen die Deutsche Theresa Stoll.
2021 schied Marica Perišić bei den Europameisterschaften in Lissabon in ihrem Auftaktkampf gegen Mona Libeer aus. Anderthalb Monate später unterlag sie im Viertelfinale der Weltmeisterschaften in Budapest der Kanadierin Christa Deguchi. Mit einem Sieg über Telma Monteiro in der Hoffnungsrunde erreichte sie den Kampf um Bronze, den sie gegen Nora Gjakova aus dem Kosovo verlor. Bei den Olympischen Spielen in Tokio unterlag sie in der zweiten Runde der Israelin Timna Nelson Levy.
2022 scheiterte Perišić bei den Europameisterschaften in Sofia in ihrem ersten Kampf an der Tschechin Věra Zemanová. Bei den Mittelmeerspielen 2022 in Oran bezwang Perišić im Halbfinale die Türkin Hasret Bozkurt und im Finale die Italienerin Giulia Caggiano. Im Finale der U23-Europameisterschaften traf sie erneut auf Hasret Bozkurt und gewann den Titel.
Im März 2023 besiegte Perišić im Finale des Grand-Slam-Turniers in Tiflis Nora Gjakova und holte damit ihren ersten Grand-Slam-Sieg. Bei den Weltmeisterschaften 2023 unterlag Perišić in der zweiten Runde gegen die Deutsche Seija Ballhaus. Ein halbes Jahr später bezwang die Serbin im Viertelfinale der Europameisterschaften in Montpellier Sarah Léonie Cysique und im Halbfinale Seija Ballhaus. Im Finale verlor Perišić gegen die Russin Daria Meschetskaia, die als individuelle neutrale Athletin angetreten war. Im April 2024 erreichte Perišić bei den Europameisterschaften in Zagreb den Kampf um Bronze und unterlag der Georgierin Eteri Liparteliani. Bei den Weltmeisterschaften in Abu Dhabi schie die Serbin im Achtelfinale aus. Zwei Monate nach den Weltmeisterschaften bei den Olympischen Spielen in Paris unterlag Perišić im Viertelfinale der Kanadierin Christa Deguchi und belegte den siebten Platz. Ebenfalls Siebte wurde sie mit der serbischen Mannschaft im Mixed-Team-Wettbewerb.